# Discovery (album, Mike Oldfield)
Discovery je deváté studiové album britského multiinstrumentalisty Mika Oldfielda. Vydáno bylo v létě 1984 (viz 1984 v hudbě) a v britském žebříčku v prodejnosti alb se v červenci téhož roku umístilo na 15. příčce. Album bylo nahráno ve Švýcarských Alpách nad Ženevským jezerem poblíž Oldfieldova tehdejšího domova, kde tehdy nějaký čas žil kvůli daním.
Album Discovery má typickou strukturu Oldfieldových alb první poloviny 80. let, i když v tomto případě mírně pozměněnou. Na první půlce alba (první straně LP desky) se nachází zpívané písničky. Druhou část alba netvoří pouze dlouhá instrumentální kompozice, jak je tomu u předchozích alb, ale další dvě písničky a poté teprve na polovinu zkrácená instrumentální skladba.
Z tohoto alba pochází poměrně úspěšná píseň „To France“, kterou zpívá Maggie Reillyová. Ta účinkuje přibližně na polovině písní na Discovery, tu druhou pak zpívá Barry Palmer.

## Skladby
1. „To France“ (Oldfield) – 4:37
2. „Poison Arrows“ (Oldfield) – 3:57
3. „Crystal Gazing“ (Oldfield) – 3:02
4. „Tricks of the Light“ (Oldfield) – 3:52
5. „Discovery“ (Oldfield) – 4:35
6. „Talk About Your Life“ (Oldfield) – 4:24
7. „Saved by a Bell“ (Oldfield) – 4:39
8. „The Lake“ (Oldfield) – 12:10

## Obsazení
- Mike Oldfield – ostatní nástroje (včetně elektrické kytary, akustické kytary, basové kytary, mandolíny a syntezátorů)
- Barry Palmer, Maggie Reilly – zpěv, vokály
- Simon Phillips – bicí